# River Carrier 2700
Der River Carrier 2700 ist ein Küstenmotorschiffstyp der niederländischen Werft Bodewes Scheepswerf Volharding Foxhol.

## Geschichte
Der Entwurf des Schiffstyps stammt vom niederländischen Unternehmen Conoship International in Delfzijl. Von dem Schiffstyp wurden zwischen 2000 und 2002 vier Einheiten gebaut. Die Kaskos entstanden auf der Mangalia-Werft in Rumänien. Die Endfertigung und Ausrüstung der Neubauten erfolgte auf der Werft Bodewes Scheepswerf Volharding. Die ersten beiden Schiffe wurden für das Duisburger Unternehmen ShipCom Bereederungsgesellschaft gebaut. Sie kamen in Charter der britischen Reederei Crescent Shipping in Fahrt. Ab 2003 fuhren sie in Charter des in Duisburg ansässigen Unternehmens Rhein-, Maas- und See-Schiffahrtskontor, für das auch die anderen beiden Schiffe des Typs gebaut worden waren. Die beiden Schiffe der ShipCom Bereederungsgesellschaft wurden nach dem Auslaufen der Zeitcharter Anfang 2016 an die niederländische Reederei De Bock Maritiem in Alkmaar verkauft. Die beiden Schiffe fahren nun in Zeitcharter der zur Duisburger Imperial Shipping Group gehörenden Amadeus Schiffahrts- & Speditionsgesellschaft.

## Beschreibung

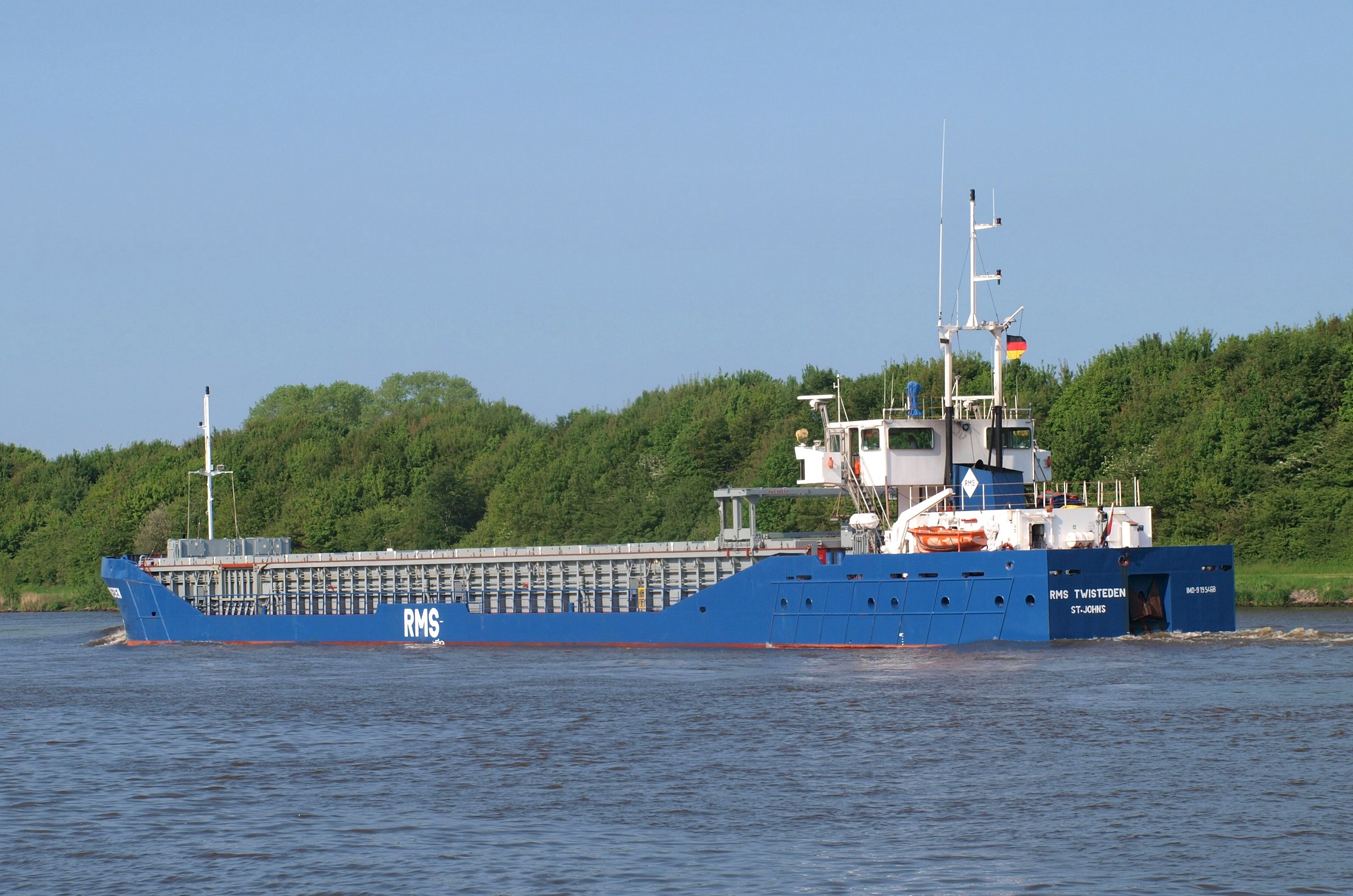
Heckansicht der RMS Twisteden

Die Schiffe werden durch einen Viertakt-Sechszylinder-Dieselmotor des Herstellers Deutz (Typ: SBV 6 M 628) mit 1235 kW Leistung angetrieben. Der Motor wirkt über ein Untersetzungsgetriebe auf einen Festpropeller mit Kortdüse. Die Schiffe erreichen eine Geschwindigkeit von 11 kn. Für die Stromversorgung stehen zwei von Dieselmotoren mit jeweils 98 kW Leistung angetriebene Generatoren mit 120 kVA Scheinleistung zur Verfügung. Außerdem wurde ein von einem Dieselmotor mit 42 kW Leistung angetriebener Notgenerator mit 53 kVA Scheinleistung verbaut. Die Schiffe sind mit einem als Wasserstrahlantrieb ausgelegten Bugstrahlruder mit 275 kW Leistung ausgestattet.
Die Decksaufbauten befinden sich im hinteren Teil der Schiffe. Die Schiffe sind für den Betrieb mit sechs Besatzungsmitgliedern vorgesehen. Die Besatzungsmitglieder sind in Einzelkabinen untergebracht. Insgesamt stehen acht Kabinen zur Verfügung. Das Ruderhaus ist vom flachen Deckshaus abgesetzt und zur Unterquerung von festen Brücken auf Flüssen und Kanälen hydraulisch höhenverstellbar. Die Schiffsmasten können geklappt werden. Die Schiffe sind bei heruntergefahrenem Brückenhaus und geklappten Masten 6,25 m in Ballast hoch (gemessen ab der Wasserlinie).
Vor den Decksaufbauten befindet sich ein boxenförmiger Laderaum. Er ist 61,20 m lang, 9,00 m breit und 6,88 m tief. Der Laderaum wird mit Stapellukendeckeln verschlossen, die mithilfe eines Lukenwagens bewegt werden können. Die Schiffe sind zur Unterteilung des Laderaums mit zwei Schotten ausgerüstet. Die Schotten können an zehn Positionen errichtet werden. Werden sie nicht benötigt, können sie am Ende des Laderaums abgestellt werden.
Die Tankdecke kann mit 15 t/m², die Lukendeckel mit 1,5 t/m² belastet werden. Der Rumpf der Schiffe ist verstärkt, um auch beladen oder entladen werden zu können, wenn die Schiffe am Liegeplatz bei Niedrigwasser auf Grund liegen.
Die Schiffe können 84 TEU laden, davon 60 im Raum und 24 an Deck.

## Schiffe
| River Carrier 2700 | River Carrier 2700 | River Carrier 2700 | River Carrier 2700                               | River Carrier 2700                                          |
| Bauname            | Baunummer          | IMO-Nummer         | Kiellegung Stapellauf Ablieferung                | Umbenennungen und Verbleib                                  |
| ------------------ | ------------------ | ------------------ | ------------------------------------------------ | ----------------------------------------------------------- |
| Crescent Rhine     | 364                | 9223423            | 7. März 2000 1. Juli 2000 7. Dezember 2000       | 2003 RMS Rhenus → 2016 Amadeus Aquamarijn, so 2023 in Fahrt |
| Crescent Seine     | 366                | 9223435            | 7. März 2000 1. September 2000 21. Dezember 2000 | 2003 RMS Lagona → 2016 Amadeus Amethist, so 2023 in Fahrt   |
| RMS Ratingen       | 425                | 9249831            | 30. Juni 2001 5. Januar 2002 5. Mai 2002         | so 2023 in Fahrt                                            |
| RMS Twisteden      | 427                | 9195468            | 29. September 2001 6. April 2002 2. Oktober 2002 | 2022: Wilson Twisteden, so 2023 in Fahrt                    |